# 解放广场 (开罗)

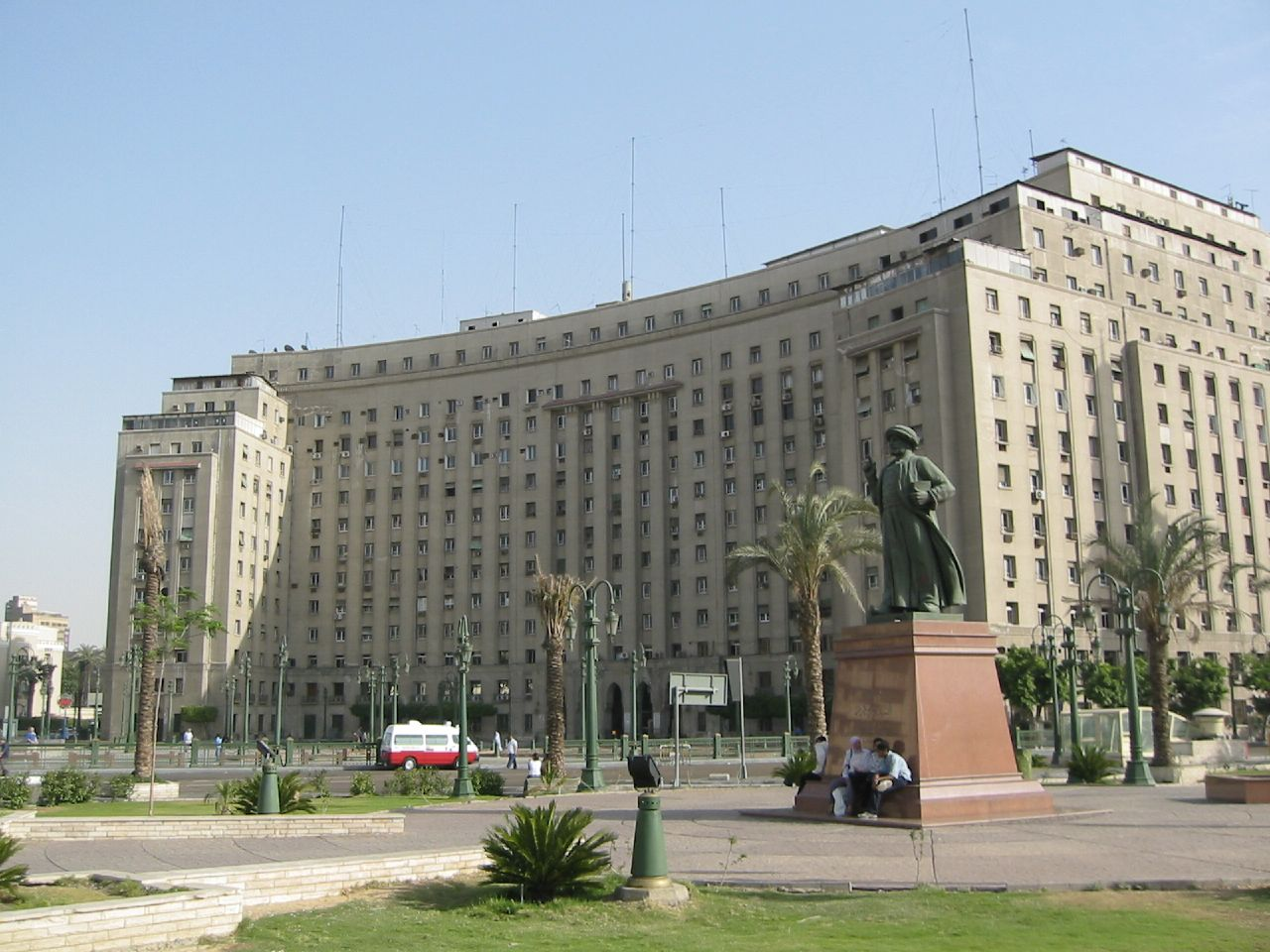
解放广场上的建筑

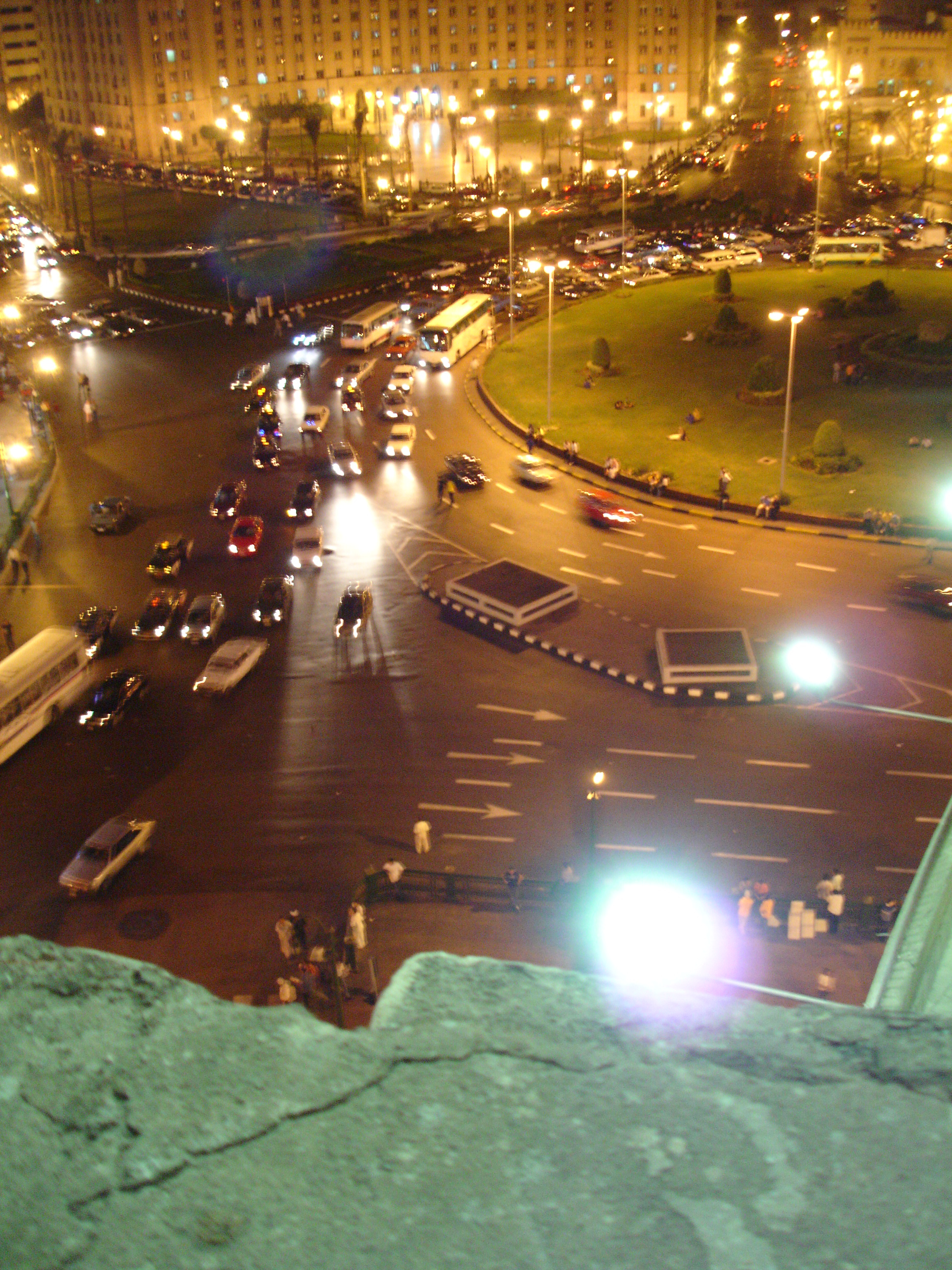
解放广场的夜晚

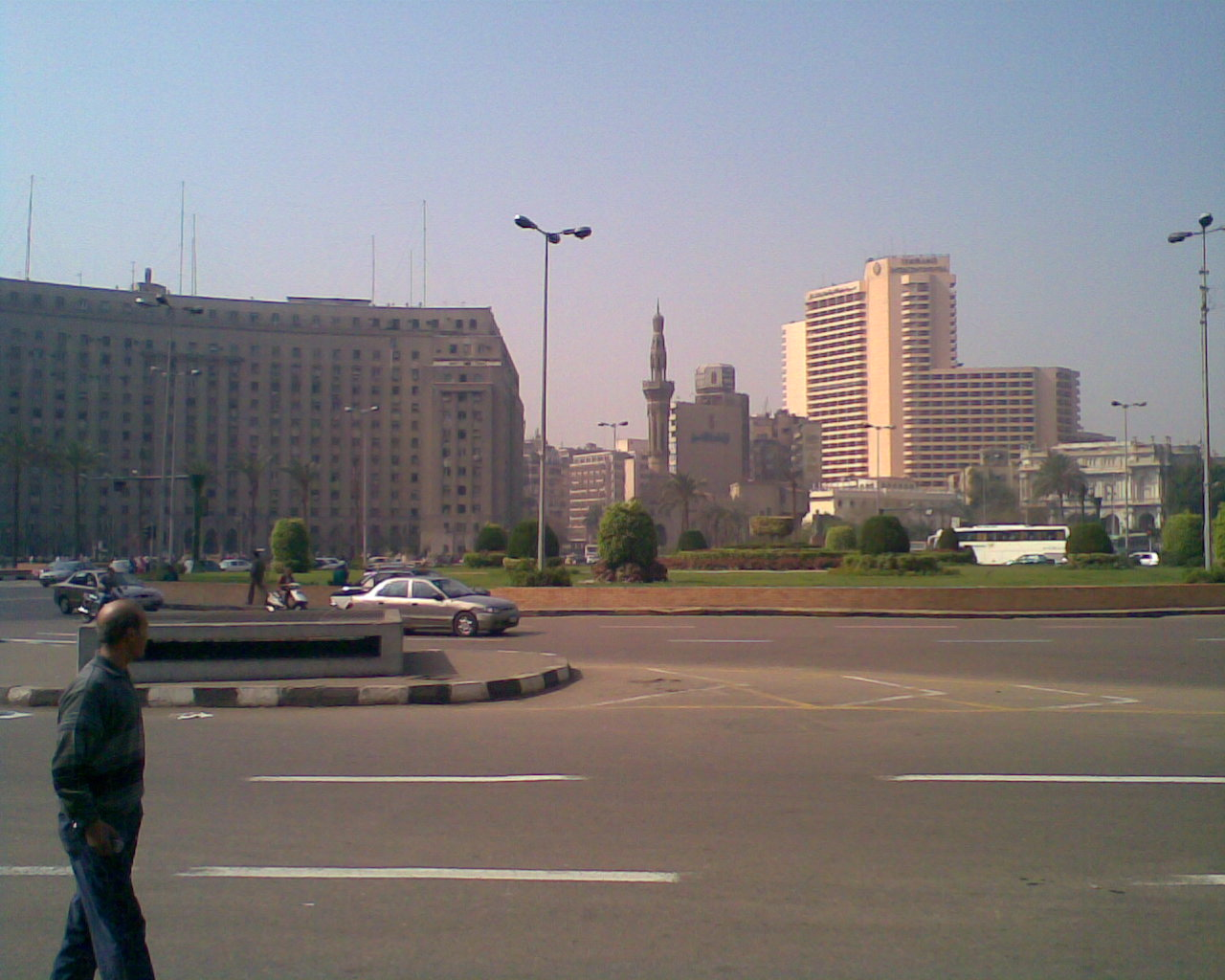
解放广场

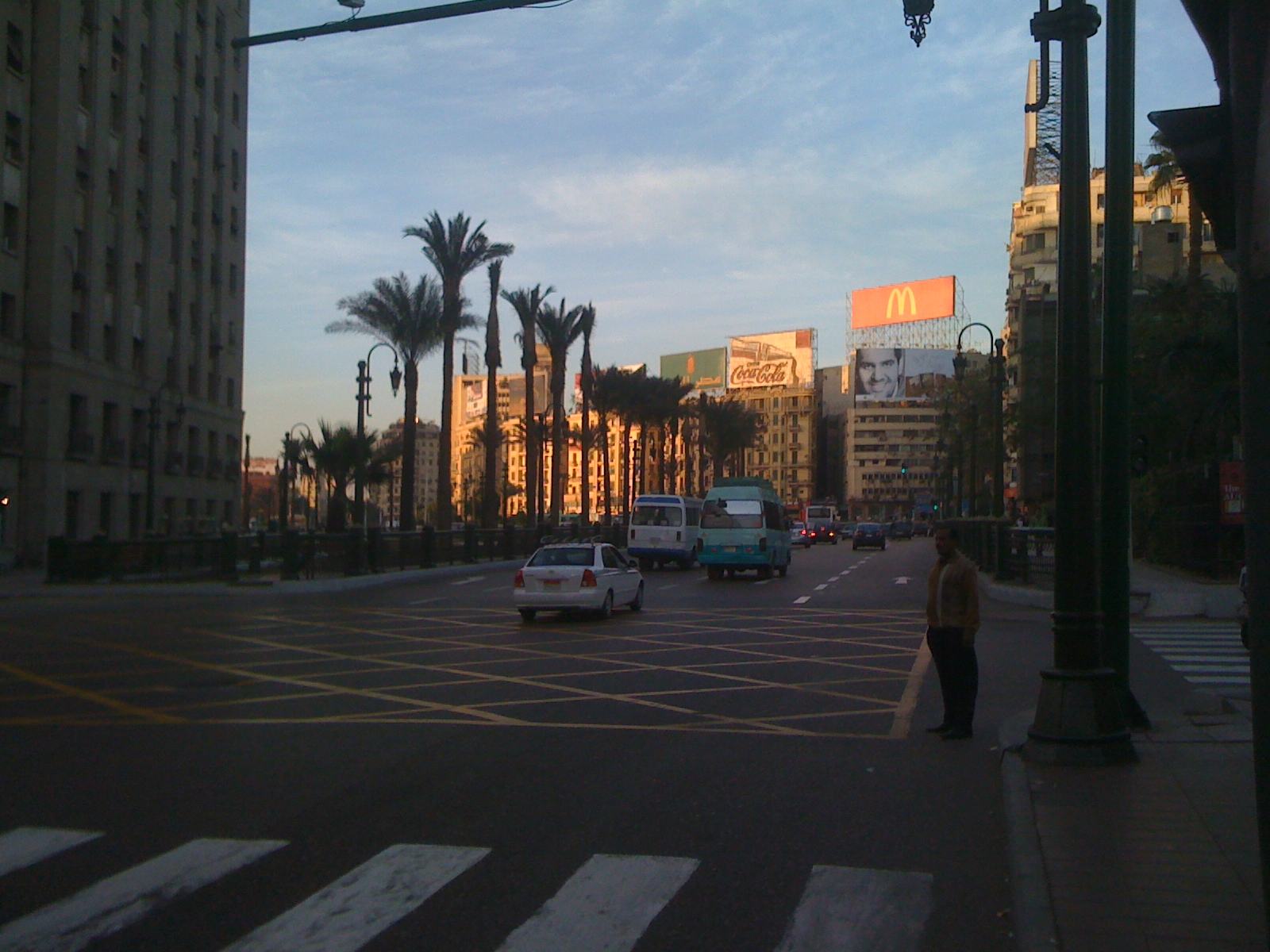
解放广场

30°02′40″N 31°14′09″E / 30.044422°N 31.235696°E
解放广场（阿拉伯语：ميدان التحرير）是一个位于埃及开罗的大型公共广场，广场最早被称为伊斯梅尔广场，因19世纪的统治者伊斯梅尔帕夏而命名。在1952年的埃及七月革命之后，为了纪念埃及的政治制度从君主立宪制转变为共和制，广场的名字更改为解放广场。

## 概况
解放广场周边的主要建筑有开罗国家博物馆、埃及民族民主党总部、The Mogamma政府建筑、阿拉伯联盟总部、尼罗河酒店和开罗美国大学。

## 游行示威
历年来，解放广场是埃及抗议活动和游行示威的主要场所。2003年3月，人民聚集在广场上抗议伊拉克战争。
它也是2011年埃及革命的主要场地之一。2011年1月25日，超过15000名抗议者占领了该广场，在此期间广场的无线服务被中断。解放广场在接下来的几天里既然是抗议者最主要的目的地。2月11日，穆罕默德·胡斯尼·穆巴拉克宣佈下台，成千上萬的民眾至解放廣場慶祝。